# Posto Telegráfico de Maria Joana
O Posto Telegráfico de Maria Joana é um bem tombado localizado no município de Nova Marilândia, no Mato Grosso. Seu reconhecimento como patrimônio estadual se deu pela Portaria n° 056, de 2011.
Esses postos de comunicação foram construídos pela Comissão liderada pelo Marechal Cândido Rondon, no início do século XX. Intitulada "Comissão Construtora de Linhas Telegráficas de Mato Grosso ao Amazonas", tinha como intuito  ligar Cuiabá a Santo Antônio do Rio Madeira via meio de comunicação (telégrafo). Geralmente, essas edificações são o marco inicial da presença dos colonizadores nas cidades ondes estão localizados, sendo o primeiro acampamento ali construído. Por isso, são de grande importância histórica para as cidades e mesmo para o estado do Mato Grosso.
É o caso do Posto Telegráfico de Maria Joana: a construção da linha telegráfica na região deu origem à ocupação efetiva do local, que foi escolhido pelos garimpeiros e tratava-se da confluência do rio São Francisco com o ribeirão Maria Joana.
Ao todo, foram construídos 24 postos telegráficos no trecho em questão. As edificações simples possuem paredes de adobe, com esteios de madeira de lei (geralmente, piúva ou aroeira).